# 理查德·戈泰爾
理查德·戈泰爾（英語：Richard Gottheil，1862年10月13日—1936年5月22日）是一位錫安主義的英格蘭裔美國人，也是猶太百科全書的共同作者之一。

## 生平
他在1881年畢業於哥倫比亞學院，接著又前往德國萊比錫大學取得博士學位。他主張猶太人的錫安主義，因此和現代以色列國父西奥多·赫茨尔、猶太復國主義領袖馬克斯·諾道頗有交情，因此他在猶太建國主義當中，有許多相關的著墨。